# ساحو رع
ساحورع (بالإنجليزية: Sahure)‏ والذي يعني «المقرب من رع»، وهو ثاني فراعنة الأسرة الخامسة في مصر القديمة، وابن الملكة نفر حتبس، ووالده على الأرجح أوسركاف، وخلفه نفر إر كارع ذي الأصول غير المعروفة.
حكم ساحورع مصر لمدة 12 عام خلال القرن 25 قبل الميلاد. أقام علاقات تجارية مع بلاد الشام وبصفة خاصة مع لبنان الحالية. أرسل عدة بعثات تجارية بحرية إلى ساحل لبنان بغرض استيراد أخشاب شجر الأرز. كما أرسل أول بعثات إلى بلاد بنط في جنوب البحر الأحمر لإحضار المر وأحجار كريمة مثل المالاكيت و الإلكتروم (سبيكة من الذهب والفضة).
وفرح ساحورع بنجاح تلك البعثة وسجلها على لوحة منقوشة في معبده الجنائزي، تصوره منحنيًا أمام شجرة المر في حديقة قصره. كما أرسل بعثات إلى مناجم الفيروز والنحاس في سيناء. كما تشير إشارات إلى أنه حارب ليبيين كانوا قد استولوا على قطعان بقر من غرب مصر.

## منشآته
بنى ساحورع لنفسه هرما في أبو صير، وبذلك ابتعد عن قبور أسلافه من الأسرة الرابعة الموجودة في سقارة والجيزة، حيث بنى أسلافه أهرام الجيزة. وربما كان وجود معبد الشمس الذي بناه أوسركاف مؤسس الأسرة الخامسة هناك هو الحافز لذلك.
هرم ساحورع أصغر بكثير من اهرامات الأسرة الرابعة التي سبقته ولكن تزيينه كان أكثر جمالاً. فقد كان الطريق بين معبد الوادي ومعبده الجنائزي المجاور للهرم مزينًا بجدران منقوشة وكذلك معبده الجنائزي. وابتكر مهندسوا بناء هرم ساحورع وما يحيطه من بهو إحاطته بأعمدة في شكل نخيل، انتشرت بعد ذلك في البنايات المصرية التالية على مر العصور. ويعرف أيضًا عن ساحو رع أنه قد بنى معبدًا للشمس يدعى «حقل رع» ربما يعثر عليه في منطقة أبو صير مستقبلاً.